# Elise Cowen
Elise Nada Cowen, född 31 juli 1933 på Washington Heights, Manhattan, New York, död på samma plats 27 februari 1962, var en amerikansk författare och poet som tillhörde den så kallade Beatgenerationen. Hon stod Allen Ginsberg nära. Ginsberg var en av generationens ledarfigurer.
Cowen växte upp i en välbärgad familj på Manhattan. Cowen var intelligent (Janine Pommy Vega, som Cowen levde ett tag med, sade bland annat att "hon var den smartaste person jag känt"), men fick inte speciellt bra betyg. Hon läste mycket poesi, framförallt av T. S. Eliot och Ezra Pound. Likt familjens önskemål läste hon vid Barnard College, där hon träffade Joyce Johnson och Leo Skir, Hon hamnade i en relation med en filosofiprofessor, Alex Greer, som hade barn men ingen fru. Genom Greer träffade hon Allen Ginsberg, som hon såg som sin själsfrände. De två träffades ett tag, men Ginsberg avslutade romansen. Ginsberg inledde en relation med Peter Orlovsky, och Elise med en kvinna vid namn Sheila. De två paren delade under en tid lägenhet.
Cowen hade länge problem med depression, och 27 februari 1962 hoppade hon från ett stängt fönster i sina föräldrars vardagsrum. Hon dog omedelbart. Inga av hennes dikter publicerades under hennes livstid, men i en låda i Leo Skris lägenhet i Minneapolis återfanns 83 dikter. Resten förstördes av familjen.